# Yoshyuki Akasawa
Yoshyuki Akasawa (1915-2003) es un botánico y pteridólogo japonés.

## Algunas publicaciones

### Libros
- 1957. Florula Amami-oshimensis. 30 pp.